# Raed Ibrahim Saleh
Raed Ibrahim Saleh Haikal Al-Mukhaini, gyakran egyszerűen csak Raed Ibrahim Saleh (arabul: رائد إبراهيم صالح هيكل المخيني; Szalála, 1992. június 9. –) ománi labdarúgó, a Fanja SC középpályása.

## Pályafutása

### A válogatottban
Omán színeiben először 2012. szeptember 11-én lépett pályára az Írország elleni barátságos mérkőzésen. Pályafutása során részt vett a 2014-es világbajnokság selejtezőjén, a 21. Öböl kupán, a 2014-es Nyugat-ázsiai labdarúgó-bajnokságon és a 2015-ös Ázsia-kupa selejtezőjén.